# Festuca calcigena
Festuca calcigena är en gräsart som beskrevs av Jean Jacques Vetter. Festuca calcigena ingår i släktet svinglar, och familjen gräs.
Artens utbredningsområde är Österrike. Inga underarter finns listade i Catalogue of Life.